# 锦南路5街站
錦南路5街站（：／ Geumnamno-5-ga yeok */?）是光州地鐵1號線沿線的一座地下車站，位於韓國光州广域市北區北洞。

## 車站結構
站體為2面2線側式月台的地下車站，候車月台設有月台幕門，並有6處出口。

### 月台配置
| 錦南路4街 ↑ |
| \| 上       |
| ↓ 良洞市場  |

| 月台 | 路線               | 目的地   |
| ---- | ------------------ | -------- |
| 上行 | ●光州都市铁道1号线 | 鹿洞方向 |
| 下行 | ●光州都市铁道1号线 | 平洞方向 |

## 歷史
- 2004年4月28日：落成啟用。

## 車站周邊
- 國家人權委員會（朝鲜语：대한민국 국가인권위원회）光州人權事務所（朝鲜语：광주인권사무소）
- 光州學生獨立運動紀念塔
- 北星治安中心
- 光州東部消防署
- KCTV光州廣播（朝鲜语：광주방송 (KCTV)）
- 大仁廣場
- 樂天百貨光州店
- 教保人壽（朝鲜语：교보생명보험）樓門洞營業處
- 北洞郵局
- 光州銀行（朝鲜语：광주은행）總行
- 韩亚银行錦南路分行
- 中小企業銀行光州分行
- 新韓銀行光州金融中心
- 韓國農業協會光州分會
- 國民年金公團東光州支社
- 光州地方公正交易事務所
- 光州地方勞動廳光州僱傭支援中心
- 光州站

## 圖片

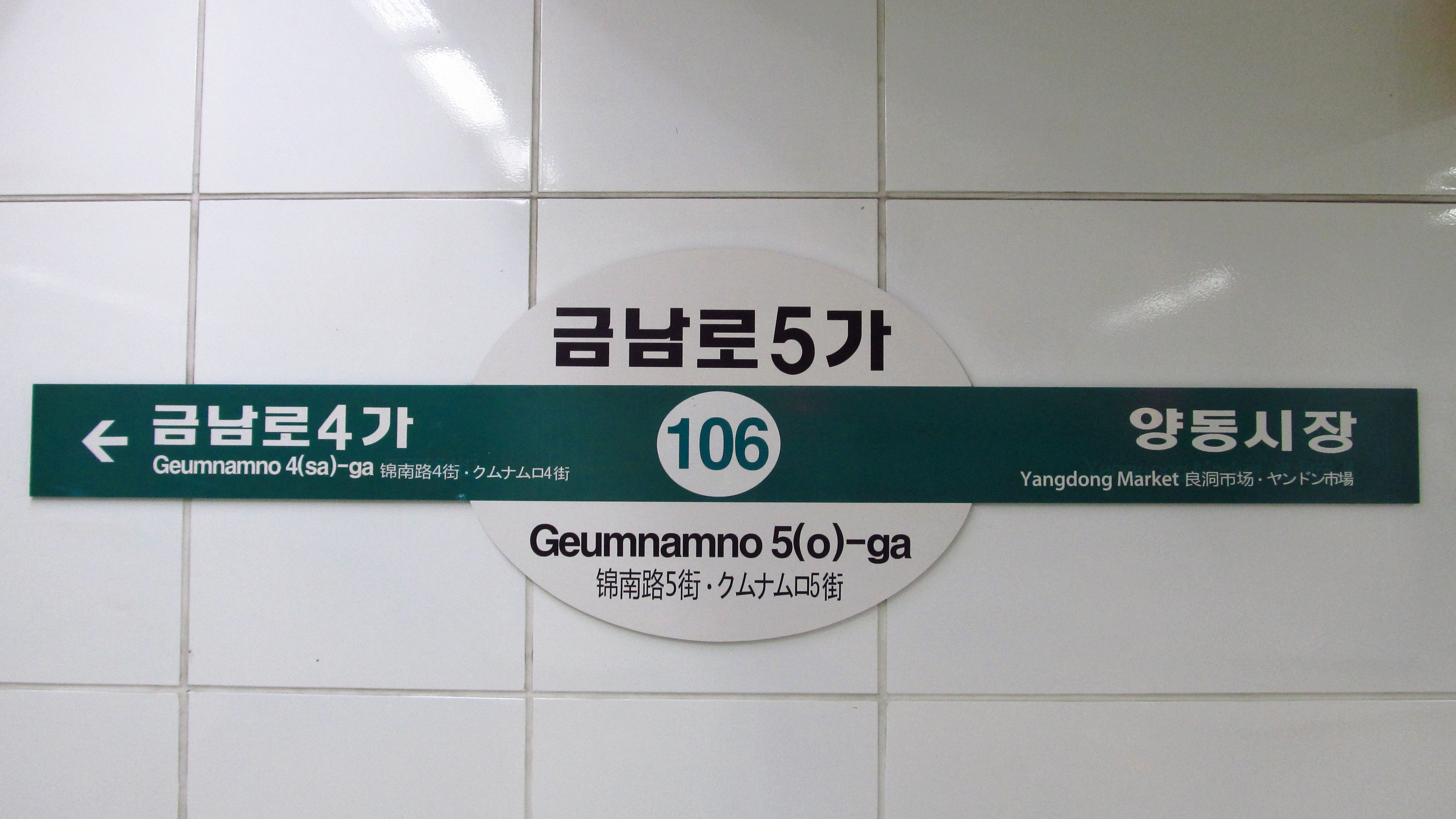
站名牌
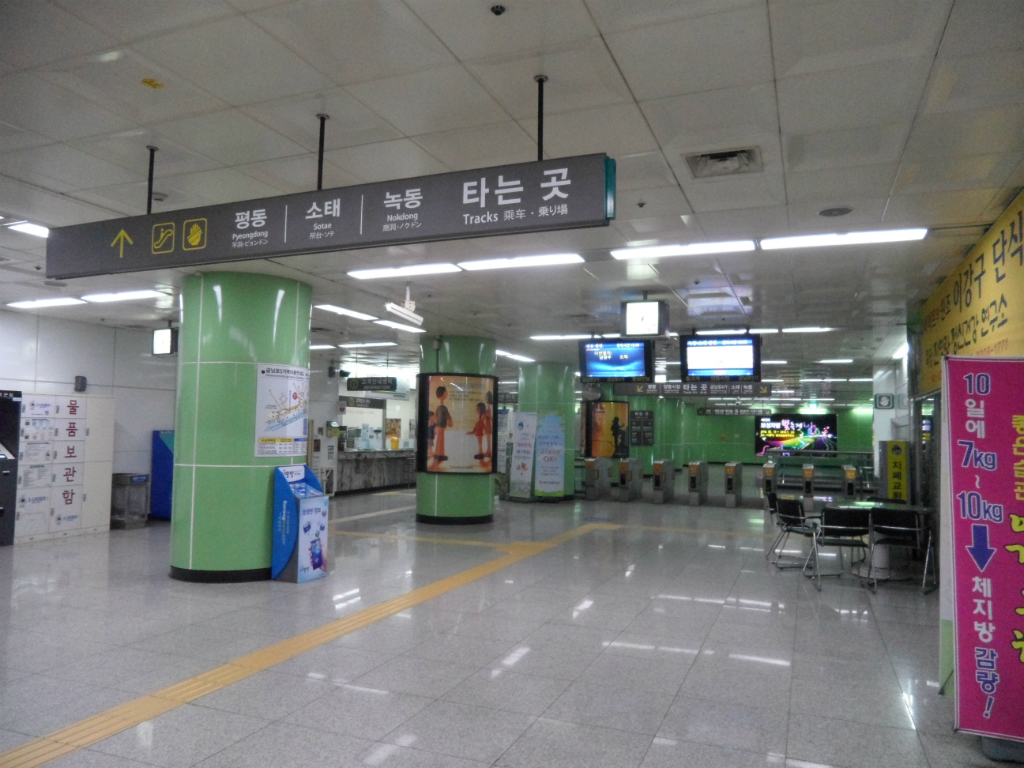
車站大廳
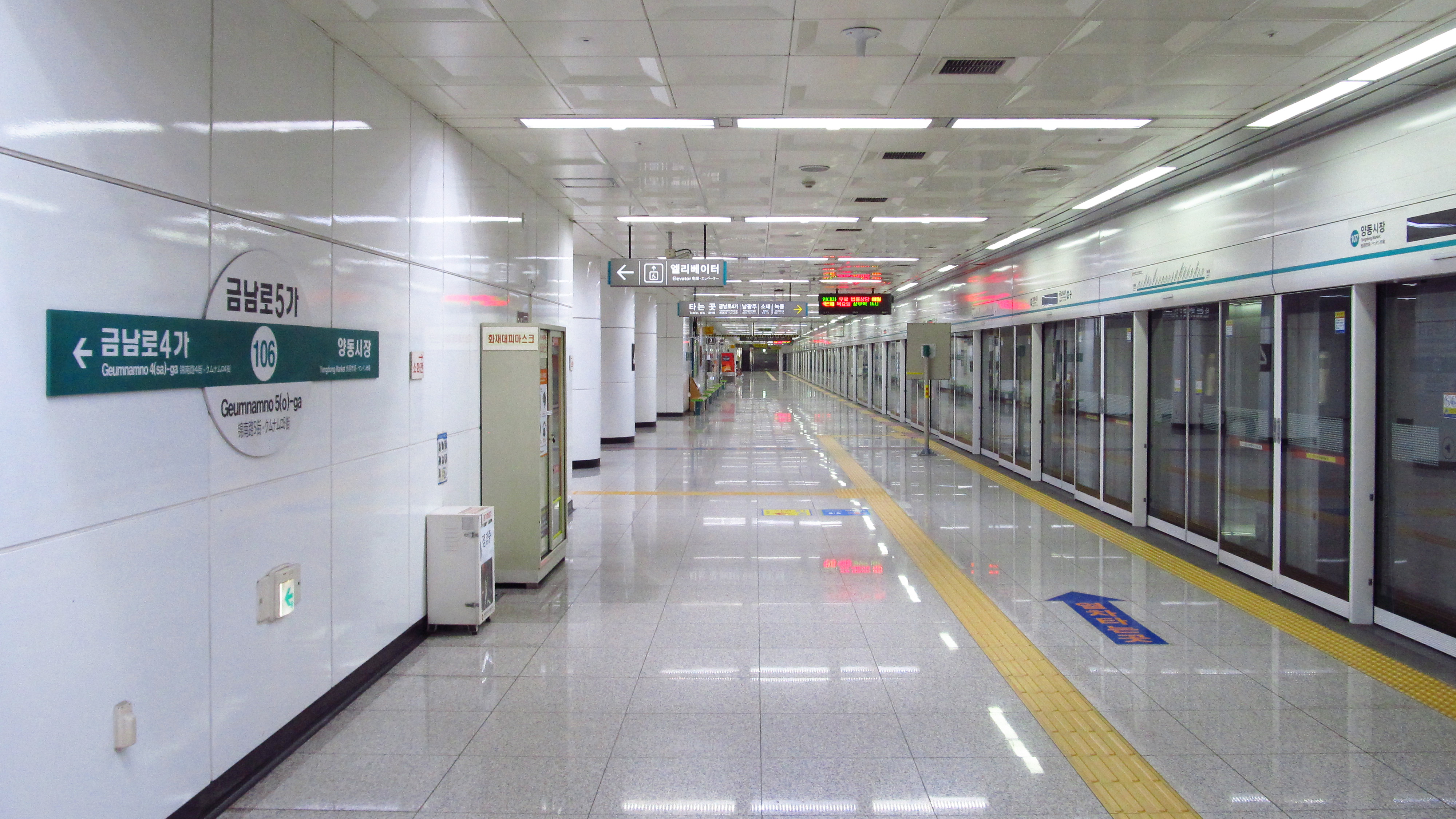
候車月台
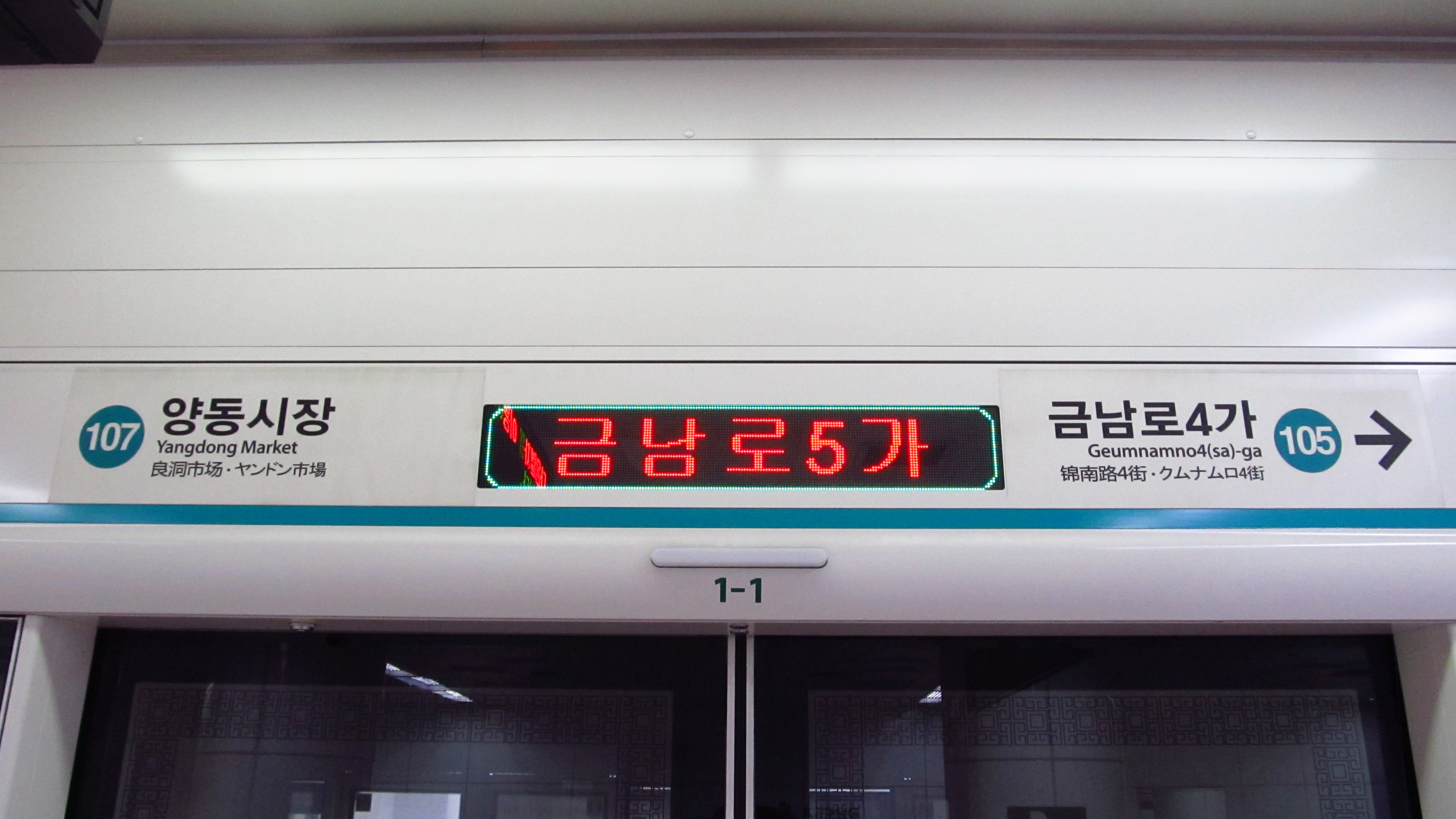
月台門資訊板
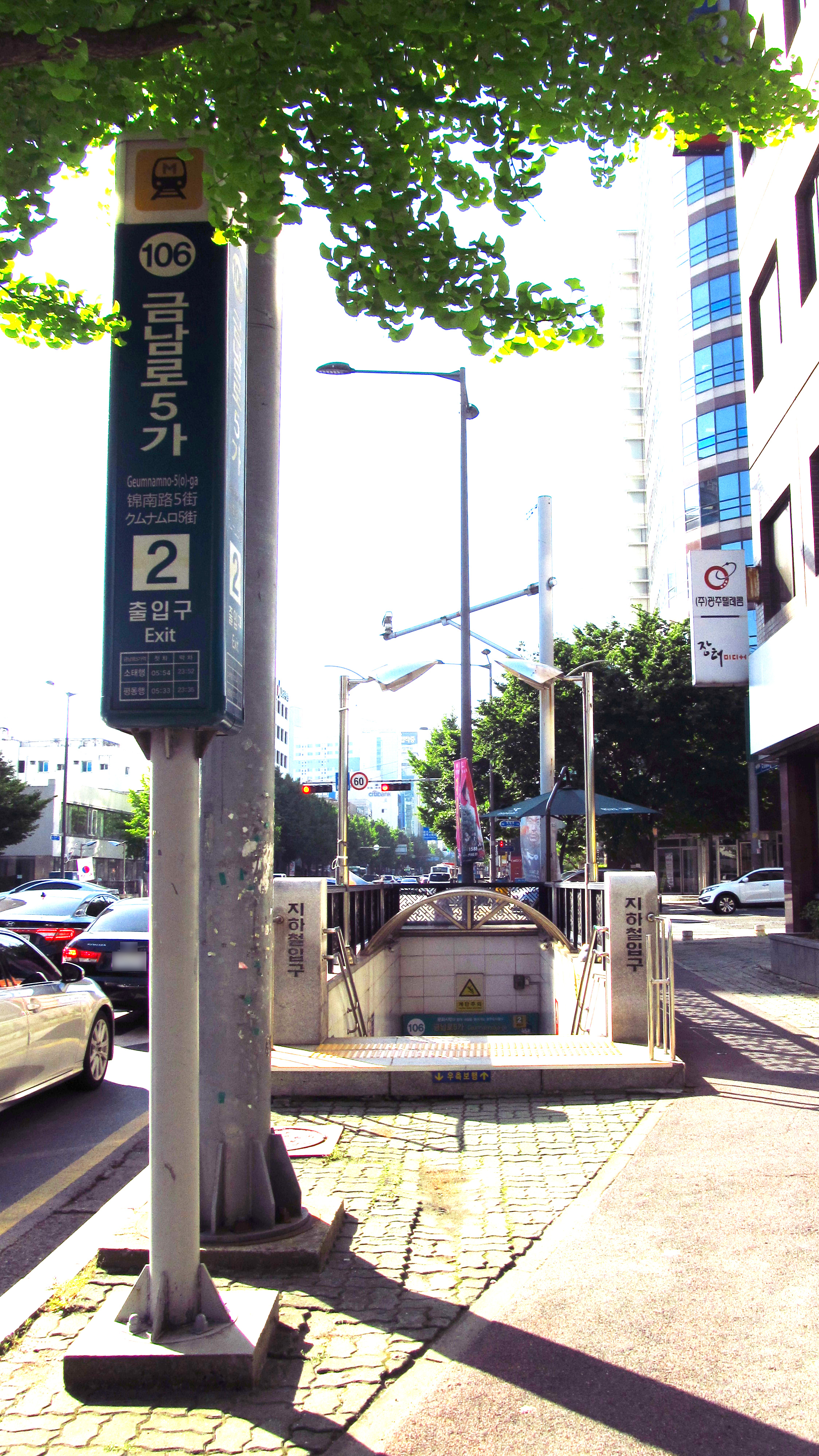
2號出口

## 相鄰車站
光州廣域市都市鐵道公社
●光州都市铁道1号线
錦南路4街（105）－錦南路5街（106）－良洞市場（107）